# Communauté rurale de Diendé
La communauté rurale de Diendé est une communauté rurale du Sénégal située en Casamance, dans le sud du pays. 
Elle fait partie de l'arrondissement de Diendé, du département de Sédhiou et de la région de Sédhiou.